# Конюшев, Владимир Фёдорович
Владимир Фёдорович Конюшев (25 июля 1925, Одесса — 1982, Шуя) — русский советский писатель.

## Биография
Родился 25 июля 1925 года в Одессе, по национальности — русский. Мать была потомственной дворянкой. Отец был военным. Дед являлся генерал-губернатором Одессы. Владимир Фёдорович закончил школу в Ереване. 
Участник Великой Отечественной войны: в 18 лет в 1943 году призван в РККА, окончил Тбилисское артиллерийское училище, на фронте с января 1945 года, младший лейтенант, командир взвода 220 артполка 201-й стрелковой дивизии, войну окончил в Прибалтике. Награждён орденом Красной Звезды (07.05.1945) за то, что «7 мая 1945 года при форсировании реки Виэсате огнём орудий взвода рассеял до взвода солдат противника и подавил огонь двух орудий противника», медалью «За победу над Германией».
После войны продолжил службу в ГСВГ, с 1950 года в городе Шуе, где дислоцировался гарнизон артполка, в 1954 году награждён медалью «За боевые заслуги», в 1955 году демобилизован.
Оставшись жить в Шуе, с 1955 года местный журналист — вначале корреспондент в газете «Сталинское знамя»/«Знамя коммунизма» (ныне — «Шуйские известия»), редактор многотиражки «Голос рабочего», выходившей на прядильно-ткацкой фабрике «Шуйский пролетарий», затем — собкор областной газеты «Рабочий край» по Шуйскому и Савинскому районам.
Дебютировал как писатель в 1966 году, автор ряда романов на военную тему.
Член Коммунистической партии с 1947 года. Член Союза писателей СССР и Союза журналистов СССР.
Умер в 1982 году, похоронен на Троицком кладбище города Шуя.
У Владимира Фёдоровича Конюшева осталось трое детей: Лола Владимировна Конюшева и братья-близнецы Владимир Владимирович и Олег Владимирович Конюшевы.

## Творчество
Автор нескольких романов, в основном на военную тему.
Дебютировал в 1966 году — в журнале «Новый мир» был опубликован его роман «Двенадцать палочек на зелёной траве». Затем вышли романы «Срок убытия» (1968) и «Ударная армия» (1970):

«Ударная армия» это, по-моему, талантливое и интересное произведение, которое, без сомнения, займёт своё достойное место среди литературы о Великой Отечественной войне. Посвящён роман последним боям на территории Германии. В эпическом размахе романа убедительно показаны образы рядовых нашей армии. Это люди повседневного воинского подвига. Такими читатель увидит и сержанта Борзова, и медицинскую сестру Галю Чернова, и разведчиков Коробова и Карла Циммермана, героически гибнущих в самый канун победы.— А. Блинов — О людях воинского долга // Журнал «Советский воин», № 1, 1972. — стр. 18
Тема войны продолжилась в романах «Необратимость» и «Офицер связи». Также автор повести о Н. К. Крупской — «Такое голубое небо» (1974).
По его киносценарию «Золотая секунда» на Одесской киностудии в 1977 году снят фильм «Подарок судьбы».
Библиография (частично):
- Рано пред зорями: Романы. — Ярославль: Верхне-Волжское книжное издательство, 1969. — 471 с.
- Ударная армия: Роман // Волга, № 1 (начало), № 4 (окончание), 1970
- Ударная армия: Роман / Ил.: Е. Скрынников. — Москва: Современник, 1972. — 320 с.
- Такое голубое небо: Повесть о Н. Крупской / Ил.: Б. А. Малахов. — Москва: Политиздат, 1973. — 397 с. (серия «Пламенные революционеры», тираж 200.000 экз.)
- Золотая секунда / Б. Метальников, В. Конюшев. — Киносценарии: альманах. — Госкино СССР, 1974
- Офицер связи: Повесть // Волга, № 5, 1985. — стр. 45—116

## Память
В городе Шуя на доме № 41 по Кооперативной улице, где жил писатель, установлена мемориальная доска.